# Oláh Anna
Oláh Anna (Székelyudvarhely, 1945. július 31. – Berekfürdő, 2025. június 20.) erdélyi magyar fizika- és informatikatanár, Bolyai-kutató.

## Életpályája
Marosvásárhelyen a Bolyai Farkasról elnevezett iskolában érettségizett. Tanulmányait Kolozsváron folytatta, ahol a Babeș–Bolyai Tudományegyetemen fizikusi, majd az ELTE-n informatikatanári képesítést szerzett. Marosvásárhelyen, egykori iskolájában volt fizikatanár.
Magyarországra való áttelepülése után számítógép-programozást tanított. Utolsó munkahelye a Károli Gáspár Református Egyetem volt. 2011-től aktívan részt vett a magyarországi Erdélyi Helikon – Marosvécsi Kemény Alapítvány munkájában. Ezért a tevékenységéért 2017-ben megkapta a Kemény János-emlékplakettet.

## Munkássága
Tanári munkássága mellett közel negyven évet töltött Bolyai Farkas kézirati hagyatékának a vizsgálatával. 1980-ban tudományos fokozatot szerzett, disszertációja Bolyai Farkas termodinamikai vizsgálatairól és kemencéiről szólt.
Kezdeményezésére került fel az Unesco „A világ emlékei” listájára Bolyai János Appendixe és Kőrösi Csoma Sándor életműve.

### Könyvei
- A Domáldi tündérkert. Bolyai Farkas gyümölcskertész, erdész, borász munkássága, Kortárs Kiadó, Bp., 2018 (Kortárs tanulmány)
- Bolyai Farkas hőtani elméletei, kemencerakó, -öntő tapasztalatai, L’Harmattan Kiadó, 2015
- Bolyai Farkas gyógyászati munkássága, Mentor Kiadó, Marosvásárhely, 2005

- Vofkori József, Oláh Anna: Apa és fiú küzdelme a kórokkal, Mentor Kiadó, 2005

- Egy halhatatlan erdélyi tudós – Bolyai Farkas (társszerző). Akadémiai Kiadó, 2002 (közrem., tanulmánykötet, az Akadémiai Kiadó 2003-as nívódíjjal jutalmazta)
- Logo programozási módszerek, heurisztikus algoritmusok; Százszorszép, Budapest, 1998

- „Tanár Bolyai Farkas emlékkönyvi levélkéi”, 1795–1799; Cumania Kiadó, Karcag, 1997

### Cikkei és tanulmányai
- Oláh Anna publikációs listája

### Díjai, kitüntetései
- Magyar Arany Érdemkereszt, 2016
- Báró Kemény János-emlékplakett, 2017